# (10510) Maxschreier
(10510) Maxschreier est un astéroïde de la ceinture principale.

## Description
(10510) Maxschreier est un astéroïde de la ceinture principale. Il fut découvert le 3 avril 1989 à La Silla par Eric Walter Elst. Il présente une orbite caractérisée par un demi-grand axe de 2,22 UA, une excentricité de 0,09 et une inclinaison de 4,9° par rapport à l'écliptique.

## Compléments